# 이재갑 (프로듀서)
이재갑(1955년 ~ )은 MBC 드라마본부의 프로듀서이다.

## 학력
- 대광고등학교
- 고려대학교 신문방송학과 학사

## 경력
- MBC 드라마본부 PD
- MBC TV제작본부 드라마국 부주간 (차장급)
- MBC TV제작본부 드라마국 주간 (국장급)
- MBC 편성본부 본부장